# La Fratta
La Fratta is een plaats (frazione) in de Italiaanse gemeente Sinalunga.